# Nothoprocta
Nothoprocta é um género de aves tinamiformes pertencente à família Tinamidae, que inclui os tinamus e inhambus. Habitam os matagais, os campos e os bosques do oeste da América do Sul, particularmente nos Andes. São péssimos voadores, passando maior parte do tempo no solo. A dieta alimentar inclui sementes e insetos. Os representantes deste género nidificam no solo, colocando ovos grandes e brilhantes. Os ovos são cobertos com penas quando predadores se aproximam. 
São tinamus de tamanho médio, entre 26 e 36 (10–14 pol.) centímetros de comprimento. Possuem as pernas fortes e bicos curvados consideravelmente longos. A plumagem é predominantemente castanho-acinzentada, com manchas intrínsecas brancas e pretas. Estas aves possuem vocalizações altas, semelhantes à assobios.  

## Sistemática e taxonomia
O gênero foi introduzido em 1873, pelos naturalistas ingleses Philip Ludwig Sclater e Osbert Salvin, que foi introduzido juntamente com a descrição original do Nothoprocta curvirostris. O nome do gênero, Nothoprocta, deriva dos termos do grego antigo νόθος, nothos, que significa "espúrio", "falsificado"; e πρωκτός, prōktós, que significa literalmente "ânus", provavelmente em referência à cauda curta, coberta por pequenas plumas, fazendo-a parecer falsa.

### Espécies
Existem pelo menos seis espécies no gênero. Uma sétima espécie, o tinamu-de-kalinowski, Nothoprocta kalinowskii, às vezes é reconhecido, mas é mais provável que seja um sinônimo júnior de Nothoprocta ornata branickii, uma subespécie do tinamu-adornado. O SACC votou para rebaixar Nothoprocta kalinowskii, em 14 de fevereiro de 2007.
- Nothoprocta taczanowskii, inhambu-peruano-azulado[7] (Sclater e Salvin, 1875) – encontrado nos Andes do centro-sul do Peru[8]
- Nothoprocta ornata, inhambu-adornado[7] (Gray, G. R., 1867) – encontrado no sul e no centro do Peru, sudeste da Bolívia, norte do Chile e nordeste da Argentina[8]
  - Nothoprocta ornata ornata (Gray, G.R., 1867) encontrado no sudoeste do Peru, norte do Chile, e oeste da Bolívia
  - Nothoprocta ornata branickii (Taczanowski, 1875) encontrado no Peru central
  - Nothoprocta ornata rostrata (von Berlepsch, 1907) encontrado no nordeste da Argentina
- Nothoprocta perdicaria, inhambu-chileno[7] (Kittlitz, 1830) – encontrado no Chile central[8]
  - Nothprocta pedicaria pedicaria (Kittlitz, 1830) encontrado no centro-norte do Chile
  - Nothprocta pedicaria sanborni (Conover, 1924) encontrado no centro-sul do Chile
- Nothoprocta cinerascens, inhambu-do-chaco[7] (Burmeister, 1860) – encontrado no sudoeste da Bolívia, nordeste do Paraguai e do norte ao centro da Argentina[8]
  - Nothprocta cinerascens cinerascens (Burmeister, 1860) encontrado no sudoeste da Bolívia, nordeste do Paraguai e Argentina central
  - Nothoprocta cinerascens parvimaculata (Olrog, 1959) encontrado no nordeste da Argentina
- Nothoprocta pentlandii, inhambu-andino[7] (Gray, G. R., 1867) – encontrado nos Andes do norte e Argentina central, norte do Chile, sudeste do Equador, sudeste da Bolívia, e oeste do Peru[8]
  - Nothoprocta pentlandii pentlandii (Gray, G.R., 1867) encontrado no oeste da Bolívia, nordeste da Argentina e norte do Chile
  - Nothoprocta pentlandii ambigua (Cory, 1915) encontrado no sul do Equador e nordeste do Peru
  - Nothoprocta pentlandii oustaleti (von Berlepsch & Stolzmann, 1901) encontrado no sul e centro do Peru
  - Nothoprocta pentlandii niethammeri (Koepcke, 1968) encontrado no Peru central
  - Nothoprocta pentlandii fulvescens (von Berlepsch, 1902) encontrado no sudoeste do Peru
  - Nothoprocta pentlandii doeringi (Cabanis, 1878) encontrado na Argentina central
  - Nothoprocta pentlandii mendozae (Banks & Bohl, 1968) encontrado no centro-oeste da Argentina
- Nothoprocta curvirostris, inhambu-do-páramo[7] (Sclater e Salvin, 1873) – encontrado nos Andes do sul do Equador ao norte do Peru[8]
  - Nothoprocta curvirostris curvirostris (Sclater & Salvin, 1873) encontrado no Equador central e norte do Peru
  - Nothoprocta curvirostris peruviana (Taczanowski, 1886) encontrado no norte e no centro do Peru